# You Only Live Twice (Lied)
You Only Live Twice ist ein Lied von Nancy Sinatra aus dem Jahr 1967, das von Leslie Bricusse und John Barry geschrieben und von letzterem auch produziert wurde. Es ist Teil des Soundtracks zu James Bond 007 – Man lebt nur zweimal und erschien auf dem dazugehörigen Soundtrackalbum You Only Live Twice: Original Soundtrack sowie auf Nancy Sinatras drittem Studioalbum Nancy in London.

## Hintergrund
Nancy Sinatra zögerte zuerst, den Titelsong zum gleichnamigen James-Bond-Film aufzunehmen, da sie der Ansicht war, dass die Produzenten einen Sänger mit einer „stärkeren“ Stimme auswählen würden, wie es bei den vorherigen Filmen der Reihe der Fall war. Der Filmkomponist John Barry entschied sich, Nancy Sinatra als Interpretin des Liedes auszuwählen.
1991 wurde eine 1966 aufgenommene Version des Liedes auf der CD The Best Of James Bond. 30th Anniversary Limited Edition veröffentlicht, welche einen stark veränderten Text aufweist und als „Demo-Version“ des Titelliedes angesehen wird. Die Interpretin dieser Version ist nicht bekannt.

## Chartplatzierungen
| ChartsChartplatzierungen       | Höchstplatzierung | Wochen |
| ------------------------------ | ----------------- | ------ |
| Vereinigtes Königreich (OCC)   | 11 (19 Wo.)       | 19     |
| Vereinigte Staaten (Billboard) | 44 (9 Wo.)        | 9      |

## Verwendung im Film
You Only Live Twice dient im gleichnamigen Film sowohl als Untermalung der Titelsequenz als auch des Abspanns. In der Titelsequenz sind Frauensilhouetten vor Lavaströmen zu sehen. 